# Trevor R. Bryce
Trevor Robert Bryce (* 1940) ist ein australischer Hethitologe und emeritierter Professor an der School of History, Philosophy, Religion, and Classics der Universität Queensland.
Bryce, Mitglied der Australian Academy of the Humanities, erlangte 1962 seinen Bachelor in Lateinischer Sprache und Literatur und 1969 seinen Master im selben Fach. Promoviert wurde er 1976. 

## Veröffentlichungen (Auswahl)
- Some Geographical and Political Aspects of Mursilis’ Arzawan Campaign, in: Anatolian Studies 24 (1974) 103–116.
- The Lukka Problem – and a Possible Solution, in: Journal of Near Eastern Studies 33,4 (1974) 395–404.
- The Major Historical Texts of Early Hittite History (= University of Queensland. Asian Studies Monographs 1, ZDB-ID 2885406-8). University of Queensland, Brisbane 1982.
- mit Don Barrett und Max Kanowski: A Map History of the Ancient World, Longman Cheshire, Melbourne 1987. ISBN 0-582-66350-4
- The Kingdom of the Hittites, Clarendon Press, Oxford 1998, Neuauflage, Oxford University Press, Oxford u. a. 2005. ISBN 0-19-814095-9 und ISBN 0-19-928132-7
- The Routledge Handbook of the Peoples and Places of Ancient Western Asia. The Near East from the Early Bronze Age to the Fall of the Persian Empire, Routledge, London u. a. 2009. ISBN 978-0-415-39485-7
- The World of The Neo-Hittite Kingdoms. A Political and Military History, Oxford University Press, 2012. ISBN 978-0-19-921872-1
- Ancient Syria. A three thousand year history, Oxford University Press, 2014. ISBN 978-0-19-964667-8
- mit Jessie Birkett-Rees: Atlas of the Ancient Near East. From Prehistoric Times to the Roman Imperial Period, Routledge, New York u. a. 2016. ISBN 978-0-415-50800-1